# Burg Straßfried (Vill)
Straßfried ist eine abgegangene Höhenburg bei Vill nahe Innsbruck.

## Lage
Die Burg lag am Eingang des Wipptales auf 807 m ü. A. südöstlich von Innsbruck, von Vill aus Richtung Gluirschhöfe, am Sporn über der Sillschlucht und der Schlucht des Viller Bachs, oberhalb der heutigen Autobahnabfahrt Innsbruck-Süd der Brenner Autobahn bei Natters.

## Geschichte
Die Burg findet sich 1251 in einer Urkunde erwähnt – Straßfried ist der alte Name des unteren Tal des Viller Bachs, schon ab dieser Zeit heißt so auch die Feste. Erbaut wurde sie von den alten Grafen von Tirol, wohl unter Albert III. Zusammen mit der gegenüberliegenden Sonnenburg bewachte sie den Eingang zum Silltal, insbesondere den Abschnitt zwischen Innsbruck und Vill der über den Brennerpass führenden mittelalterlichen Fernhandelsstraße „Via Imperii“ sowie der Salzstraße über Patsch und Igls nach Hall in Tirol.
Die Bedeutung der Burg ist an der Stationierung eines Hauptmanns zu erkennen, neben dem zu Innsbruck, Vellenberg bei Götzens und Matrei. Zur Zeit der Grafen von Görz-Tirol (Meinhard II. und Otto III. um 1300) findet sich auf der Burg eine Amtmänner-Familie Helbling ansässig, die sich dann von Strazzfried nannten (Name um 1263 ersterwähnt).
Um 1450 erlosch dieses Geschlecht, und auch die Anlage begann zu verfallen. Schon im 16. Jahrhundert war sie wohl gänzlich unbewohnbar, 1579 übertrug Erzherzog Ferdinand II. Name und Adelsprädikat auf das Wohnhaus der Freising in Wilten (Leopoldstraße Nr. 53, heute Glockengießerei Grassmayr). Ab dem 16. Jahrhundert sind dann die Igler Hohenburg und die Natterer Waidburg die bedeutenden Ansitze rechts und links der Sill.
Zu den Gütern gehörte auch die Viller Mühle, die seit 1383 urkundlich nachweisbar ist.

## Archäologie
Bei Grabungen im August 1922 wurden am einstigen Burghügel eine etwa zwei Meter
hohe Mauer und ein eingestürztes Gewölbe befundet.

## Nachweise
- Franz-Heinz Hye: Straßfried – die einstige Burg bei Vill. In: Amtsblatt der Landeshauptstadt Innsbruck Oktober 1973, Nr. 10, S. 20 (docView, ALO – austrian literature online, literature.at; auch Reader, issuu.com).
- Vill auf geschichte-tirol.com

1. ↑  R. Granichstaedten-Czerva: Führer durch Igls und Umgebung. 1925, S. 76.